# Halit Ziya Uşaklıgil
Halit Ziya Uşaklıgil (ur. 1866 w Konstantynopolu, zm. 27 marca 1945 w Stambule) – turecki pisarz.

## Życiorys
Uczył się we francuskiej szkole w Izmirze, gdzie oddał się studiom nad XIX-wiecznymi francuskimi pisarzami. Odbył podróż do Francji, gdzie poszerzył swoją wiedzę o europejskiej kulturze, która wywarła znaczący wpływ na jego twórczość. Jego wczesne powieści jak Bir Ölünün Defteri (Dziennik Martwego Człowieka) z 1889 i Ferdi ve Şürekâsı (Ferdi i Kompania) z 1894 uwidoczniają francuski wpływ (zwłaszcza realizmu i naturalizmu). W 1896 zaangażował się w pracę dla pisma „Servet-i Fünun” („Bogactwo Wiedzy”), w którym wraz z innymi publicystami zamieszczał informacje o europejskich, szczególnie francuskich, prądach kulturowych i intelektualnych. W 1897 opublikował jedną ze swoich najlepszych powieści, Mai ve Siyah (Niebieskie i Czarne), którą zapoczątkował powieść realistyczną i psychologiczną w literaturze tureckiej. W 1900 napisał Aşk-ı Memnu (Zakazana Miłość), powieść również uznaną za arcydzieło. Jego bohaterowie i fabuły, choć w głównej mierze ograniczone do zwesternizowanych kręgów wyższych sfer, zostały nakreślone z osobistego doświadczenia. W swoich utworach wiele miejsca poświęcił kobiecie i występował przeciw wszelkiemu zacofaniu i ciemnocie. Po rewolucji młodotureckiej 1908 nauczał na kursach literatury europejskiej na Uniwersytecie Stambulskim. Po I wojnie światowej kontynuował pisanie, w tym także dramatów, krytycznoliterackich artykułów prasowych i wspomnień; w 1936 wydał pięciotomowe pamiętniki Kırk Yıl (Czterdzieści Lat) stanowiące dokument epoki. Opublikował też zbiory nowel i przekłady z literatury francuskiej.